# Stanična mikrobna elektroliza
Stanična mikrobna elektroliza tehnologija je vezana za mikrobne gorive ćelije. Pomoću mikrobnih gorivih ćelija moguće je generirati električnu energiju bakterijskim raspadom organskih tvari. Stanična mikrobna elektroliza radi sličnim principom, no ovim načinom uz utrošenu električnu energiju možemo stvoriti metan ili vodik. Proizvedeni vodik je kasnije moguće koristiti u vozilima, za stvaranje električne energije u PEM gorivim ćelijama ili kao radni plin u motoru s unutarnjim izgaranjem. 

## Princip rada
Korištenjem stanične mikrobne elektrolize vodik se dobiva, između ostalog, iz otpadnih voda. Proces se odvija tako da elektrokemijski aktivne bakterije u kontaktu s organskim tvarima izazivaju oksidaciju, pri kojoj se stvaraju ugljikov dioksid (CO2), elektroni (e-) i protoni (H+). Elektroni se preko anode prenose na vodič te konačno na katodu gdje se spajaju sa slobodnim protonima i tvore vodik. Da bi se na katodi dogodilo spajanje elektrona i protona potrebno je u sustavu osigurati napon od minimalno 0.41V. Kako bakterije generiraju napon od ~0.2 do 0.3V vanjskim je izvorom potrebno generirati još samo 0.2V. Ovim postupkom potrebno je sustavu dovesti manje energije nego pri elektrolizi vode (napon izvora kod elektrolize vode je 1.23-1.8V).

#### Rezultati
Vodik dobiven ovim postupkom je gotovo čist (>99.5%). Također, korisnost sustava je vrlo visoka te ovisi o vrsti organske tvari koja je u postupku korištena. 
| Vrsta tvari                    | Korisnost |
| ------------------------------ | --------- |
| Mliječna kiselina              | 82%       |
| Octena kiselina                | 82%       |
| Netretirana glukoza i celuloza | 63%       |

Valja napomenuti da elektroliza vode ima korisnost od svega 60-70%.

## Sustav stanične mikrobne elektrolize
Sustav stanične mikrobne elektrolize ima više dijelova, svaki od njih se može promijeniti i time utjecati na ishod, zbog toga se izvode mnogi eksperimenti koji za cilj imaju poboljšanje određenih parametara, te eventualnu promjenu krajnjeg produkta.

#### Bakterije (mikroorganizmi)
Bakterije se nalaze na anodi. Ovisno o vrsti korištenih bakterija moguće je utjecati na krajnji produkt stanične mikrobne elektrolize. Nije još u potpunosti jasno u kojoj mjeri bakterije utječu na količinu stvorenog vodika. Kako se stanična mikrobna elektroliza odvija u anaerobnim uvjetima, najvažniju ulogu imaju eksoelektrogeni mikroorganizmi, koji se odlikuju mogućnošću da prenose elektrone izvanstanično. Problem u staničnoj mikrobnoj elektrolizi može biti pojava metanogeneze. To je proces formiranja metana koji nastaje kao posljedica anaerobnog disanja mikroba.Zbog toga može doći do smanjenja količine proizvedenog ugljika te onečišćenja istog metanom. Kao jedno od rješenja ovog problema koristi se izlaganje sustava stanične mikrobne analize, između radnih ciklusa, kisiku. Ovim načinom smanjuje se koncentracija metana na vrijednosti manje od 1%. Ovakvo rješenje zahtijeva veliku opreznost jer može doći do niza neželjenih efekata poput stvaranja eksplozivne smjese kisika i vodika.

#### Materijali

##### Anoda
Materijal anode u staničnoj mikrobnoj analizi može biti ugljična tkanina, karbonski papir (indigo), grafitni filc, grafitne granule te grafitne četkice. Da bi se poboljšale karakteristike anode moguće je ove ugljične materijale prethodno obogatiti amonijakom pri visokim temperaturama. Na taj način osigurava se veća gustoća struje koja potiče bolje prianjanje mikroorganizama na anodu i samim time poboljšava prijelaz elektrona. Potrebno je naglasiti da svaki materijal anode zahtjeva drugačiju konstrukciju sustava stanične mikrobne elektrolize.

##### Katoda
Na katodi se odvija stvaranje vodika, također pri tom postupku na njoj se stvara prenapon kojeg je potrebno reducirati kako ne bi dolazilo do dodatnih energetskih gubitaka. U tu svrhu često se koristi platina kao katalizator. No platina ima velike nedostatke osim same cijene, nije obnovljiva i sklona je onečišćenju, posebice sulfidima koji su često nađeni u otpadnim vodama. Najbolje alternative za njeno korištenje jesu nehrđajući čelik, nikal te neki mikroorganizmi.

##### Membrana
Membrana odvaja komoru s bakterijama od komore u kojoj se odvija stvaranje vodika. Na taj se način na minimum dovode gubitci vodika zbog djelovanja bakterija i sprječava se miješanje proizvedenog vodika s ugljikovim dioksidom. Danas se proizvode i sustavi bez membrana u kojima se smanjuju gubitci te se proizvode veće količine vodika, no u krajnjem produktu je tada prisutan i ugljikov dioksid (1%).

##### Cijevi
Gubitak vodika kroz sustave cijevi je veliki problem u laboratorijskim ispitivanjima. Potrebno je osigurati da sustavi cijevi kojim se odvodi vodik budu dobro brtvljeni, zbog toga što su molekule vodika vrlo malene.

## Izračun ukupne količine stvorenog vodika
RH2=CE RCat
gdje su:

- CE - Coulombova efikasnost
- RCat - Količina stvorenog vodika na katodi

CE =nCE/nth
gdje su:

- nCE - množina vodika koja može biti stvorena pri nametnutom naponu

- nth - teoretska množina vodika koja se može stvoriti

RCat = nH2 /nCE
gdje je:

- nH2 - množina proizvedenog vodika

Obujam proizvodnje vodika izražava se mjernom jedinicom m3d-1m-3.

## Upotreba
Staničnom mikrobnom analizom moguće je iskoristiti otpadne vode. Ovim načinom dobiva se plin vodik, koji se daljnje može iskoristiti za dobivanje energije, smanjuje se stvaranje mulja, te otpuštanje neugodnih mirisa.
Također staničnom mikrobnom elektrolizom moguće je generirati vodik iz celuloze. Celuloza je najobilniji biopolimer u prirodi, što je čini lako dostupnom. Iskoristivost stanične mikrobne elektrolize pri korištenju celuloze je 63% pa je tako moguće proizvesti 1 kilogram vodika, koji ima približno jednaku energetsku vrijednost kao i jedan galon benzina, iz 7.5 kilograma celuloze.
Stanična mikrobna elektroliza omogućava pretvorbu organskih tvari u vodik što je čini održivom i obnovljivom.  Čisti je izvor energije jer se vodik kasnije većinski koristi kao alternativa fosilnim gorivima u motorima s unutrašnjim izgaranjem. Da bi se stanična mikrobna elektroliza provela potreban je mali unos energije, ako osiguramo da ta energija dolazi iz čistih izvora dobili smo sustav koji nema nikakav utjecaj na okoliš.